# L'Étoile de mer
Pour plus de détails, voir Fiche technique et Distribution.
L'Étoile de mer est un court métrage surréaliste de Man Ray, tourné et sorti en 1928.

## Synopsis
C'est une étoile qui tombe dans la mer Méditerranée.

## Fiche technique
- Réalisation : Man Ray[1]
- Premier assistant opérateur : Jacques-André Boiffard[1]
- Producteur : Man Ray
- Production : Studio-Films à Paris
- Photographie : Man Ray
- Scénario : Robert Desnos (auteur du poème éponyme)[2],[3]

## Distribution
- Kiki de Montparnasse : une femme (créditée en tant qu'Alice Prin au générique)[2]
- André de la Rivière : un homme[2],[4]
- Robert Desnos : un autre homme[2],[4]

## Version sonorisée
À l'origine un film muet, des copies récentes sont doublées en utilisant de la musique tirée de la collection personnelle de disques de Man Ray. La reconstruction musicale est de Jacques Guillot.